# Africa Cup 1A 2011
La Africa Cup 1A del 2011 fue la undécima edición del principal torneo africano de rugby.
Kenia ganó por primera vez el torneo ganándole en el partido final a Túnez.

## Equipos participantes
- Selección de rugby de Kenia (Simbas)
- Selección de rugby de Namibia (Welwitschias)
- Selección de rugby de Marruecos
- Selección de rugby de Túnez

## Partidos

### Semifinales
| 11 de agosto | Kenia | Walk Over | Marruecos |  |  |

| 11 de agosto | Túnez | Walk Over | Namibia |  |  |

### Final
| 11 de diciembre | Kenia | 16 - 7 | Túnez | Nairobi, Kenia |  |

| Bandera de Kenia |
| Campeón Kenia    |
| Primer título    |